# Alberto Tejada Burga
Alberto Tejada Burga (Lima, 20 de septiembre de 1924-Lima, 20 de enero de 2018) fue un árbitro peruano de fútbol. Es el padre de Alberto Tejada Noriega, que también fue árbitro.
Además, fue presidente de la CONAR (Comisión Nacional de Árbitros del Perú), luego instructor de la FIFA durante veinte años antes de fallecer.

## Trayectoria
Como internacional, dirigió varios partidos de la Copa Libertadores desde 1962 a 1973, así como de clasificación de Conmebol para la Copa del Mundo entre 1961 y 1973.
No obstante, estuvo en grandes competiciones, como el Campeonato Centroamericano y del Caribe 1961 celebrado en Costa Rica, el Torneo Preolímpico Sudamericano de 1964 en su país, el Campeonato Sudamericano 1959 en Argentina y la final de vuelta de la Copa Intercontinental 1970.